# アリアンス・マリアル
アリアンス・マリアル（フランス語: Alliance Mariale, 略称: AM）は、フランスを発祥とするカトリック教会の在俗会であり、マリアニスト・ファミリーを構成する4つの枝（在俗信徒共同体〈MLC〉、アリアンス・マリアル〈AM〉、汚れなきマリア修道会〈FMI〉、マリア会〈SM〉）の一つである。  会員は独身または死別後の女性信徒で、修道院生活を送らず「世にあって神に奉献された生活」を実践しつつ、清貧・貞潔・従順の福音的勧告を誓願する点が特徴である。

## 歴史
- 1800年代初頭、創立者ギヨーム・ジョゼフ・シャミナード神父がボルドーで組織した信徒団体「コングレガシオン（ソダリテ）」に起源を持つ[4]。
- 1960年ごろ、在俗奉献生活を志す女性信徒の集まりとして「アリアンス・マリアル」が名実ともに再興される[1]。
- 1995年2月2日、ラ・ロシェル＝サント教区（フランス）の司教により私的信徒団体としての法的認可を受ける[3]。
- 2019年、管轄をボルドー大司教区へ移し、在俗会（教会法712–730条）が定める正式な「世俗奉献会」への格上げを申請[5]。
- 2025年現在、11か国に約56名の会員を擁する[1]。

## 霊性と活動
アリアンス・マリアルの会員は、聖母マリアとの「同盟（Alliance）」を通じてキリストを証しするマリアニスト・スピリチュアリティを生きることを目的とする。  
- 個人誓願 – 清貧・貞潔・従順の三誓願を個々に宣立し、更新または終生誓願へ進む。
- 世俗性 – 共同生活を行わず、各自の家庭・職業・社会環境内で使徒職を果たす。
- 兄弟的交わり – 地域ごとに小規模な集まりを持ち、年に一度の総会で霊的黙想や研修を実施。
- マリアニスト家族への参与 – 世界／国内評議会に代表を派遣し、他の3枝と協働して宣教・教育プロジェクトに携わる[2]。

## 組織
総本部
フランス・ボルドー。責任総長（Resp. générale）が国際的統括を行う。
地区構成
欧州（仏・白）／北米（加）／中南米（チリ・エクアドル・ペルー）／アフリカ（コートジボワール・トーゴ・両コンゴ）／アジア（日本）の5ブロックに分かれる。
養成段階
①志願期 → ②初誓願（1〜3年更新） → ③終生誓願。

## 各国での展開
| 地域       | 主な拠点                                   | 備考                                         |
| ---------- | ------------------------------------------ | -------------------------------------------- |
| ヨーロッパ | ボルドー、ローザンヌ など                  | 現在の会員数が最多。                         |
| 北アメリカ | モントリオール                             | 教育・移民支援ボランティア。                 |
| 南アメリカ | キト、リマ、サンティアゴ                   | 貧困層向けの社会司牧と catequesis。          |
| アフリカ   | アビジャン、ロメ、ブラザヴィル／キンシャサ | 教師・看護師としての派遣が中心。             |
| アジア     | 東京                                       | 日本マリアニスト家族評議会の協働活動に参加。 |

## 評価と位置づけ
カトリック教会内では「奉献生活と在俗性を調和させる現代的モデル」として評価され、同様の在俗会を志向する信徒のロールモデルとなっている。マリアニスト家族の中では、修道会（FMI・SM）と信徒共同体（MLC）を橋渡しし、女性の奉献生活の多様化に寄与している。